# Nwal-Endéné Miyem
Nwal-Endéné Miyem, le plus souvent nommée Endy Miyem née le 15 mai 1988 à Reims, est une joueuse de basket-ball française.
Avec l'équipe de France, elle obtient un titre européen en 2009, la médaille d'argent en 2013, 2015, 2019, 2021 et une médaille de bronze en 2011 ainsi que deux médailles olympiques, l'argent en 2012 et le bronze en 2020.

## Biographie

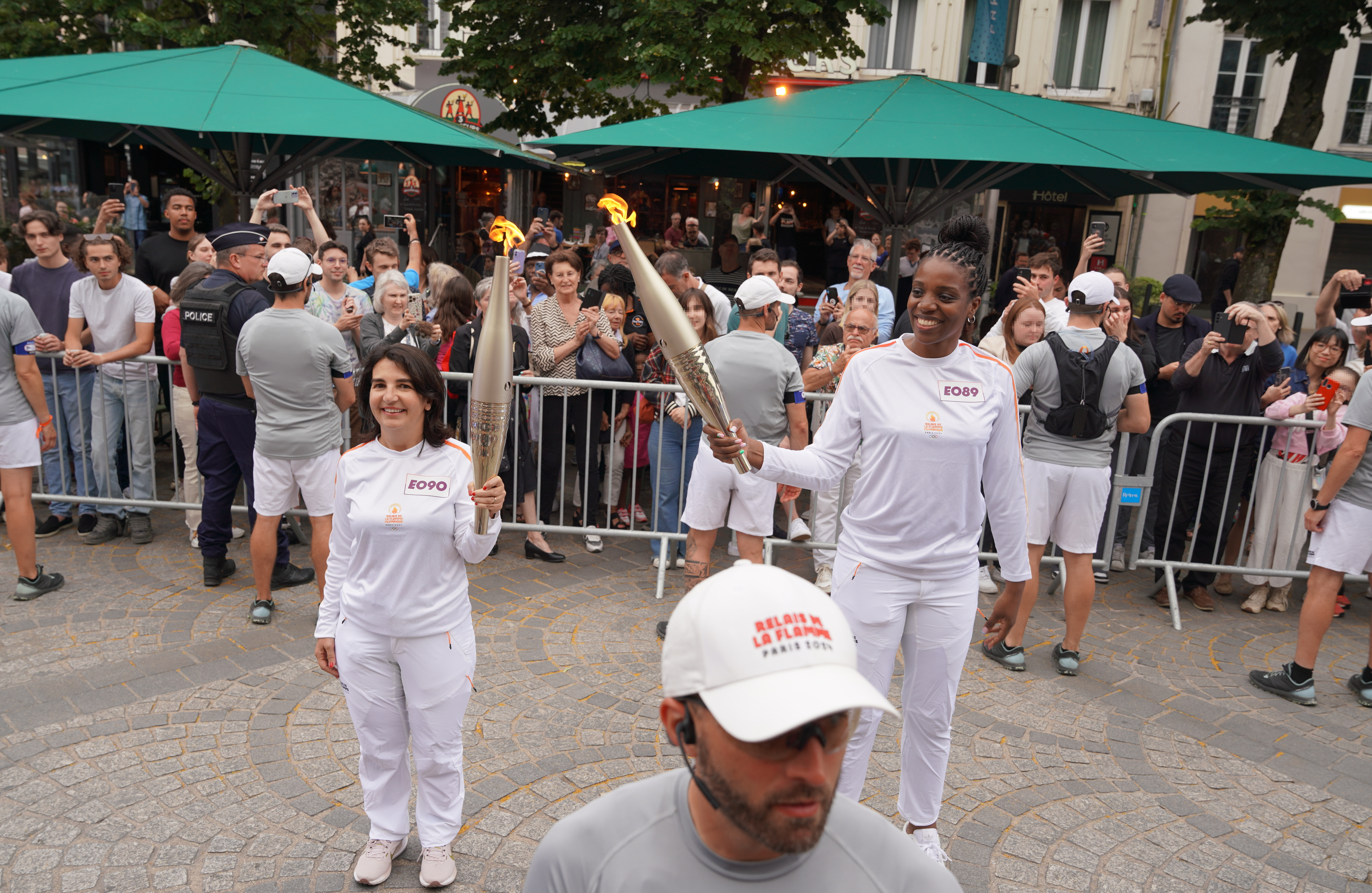
Porteuse de la flamme olympique.

### Équipes de France
Née de parents d’origine camerounaise, avec un petit frère Essomé Miyem sélectionné en équipe de France des 16 ans et moins en 2017, elle fait ses débuts en compétition internationale sous le maillot bleu en 2003 en disputant le championnat d'Europe U16, compétition où les Françaises terminent à la cinquième place. Pour ses débuts, elle inscrit 2,5 points de moyenne et capte 2,8 rebonds en 9 minutes 66. L'année suivante, son temps de jeu est passé à 27 minutes, inscrivant 11,1 points, captant 7,2 rebonds et délivrant 0,4 passe. La France termine à la septième place de la compétition.
En 2005, elle rejoint l'équipe de France qui dispute le championnat d'Europe U18. Avec une équipe qui comprend également Sandrine Gruda, Jennifer Digbeu, Anne-Sophie Pagnier ou Anaël Lardy, elle présente des statistiques de 7,4 points, 5,5 rebonds et 0,5 passe décisive. La France termine à la troisième place, battue en demi-finale par la Serbie et Monténégro sur le score de 85 à 74. La saison suivante, elle est devenue la joueuse majeure de cette sélection, terminant meilleure marqueuse, 17,3 points, et rebondeuse, 10 rebonds, des Bleues. la France, éliminée en quart de finale - disputé sous forme de groupe dont la France termine à la cinquième place - termine la compétition à la sixième place.
Elle dispute sa première compétition mondiale avec le championnat du monde U21 disputé à Moscou. Les Françaises, dont les trois meilleures marqueuses sont les intérieures Sandrine Gruda avec 19,6 points, Miyem avec 11,1 et Isabelle Yacoubou avec 10,3, terminent à la troisième place derrière les États-Unis et l'Australie, ne subissant qu'une seule défaite en demi-finale face aux Australiennes sur le score de 88 à 81. Endéné Miyem ajoute également 6 rebonds. Une semaine plus tard, Elle dispute le championnat d'Europe des 20 ans et moins où elle présente des statistiques de 14,6 points, meilleure marqueuse française, 8,2 rebonds et 0,5 passe. Miyem remporte sa seconde médaille de bronze de l'été, battue en demi-finale par les Serbes par 76 à 64.
Elle débute sous le maillot bleu de la équipe de France A le 10 juillet 2008 à l’Alpe d’Huez contre la Turquie, rencontre où elle inscrit 7 points lors d'une victoire 67 à 37. Lors de cette saison, elle participe activement - elle termine à deux reprises meilleure marqueuse des Bleues - à la qualification pour le championnat d'Europe 2009. Pour sa première année sous le maillot bleu, Elle dispute 19 rencontres dont 9 avec 10 points ou plus. Lors des qualifications, elle dispute 20 minutes 75 qu'elle utilise pour inscrire 8,5 points, quatrième marqueuse française, et capter 3,3 rebonds.
La saison suivante, elle figure parmi les joueuses qui disputent le championnat d'Europe. Avec un secteur composé de Sandrine Gruda, Isabelle Yacoubou-Dahoui, Emmeline Ndongue et Élodie Godin, elle parvient tout de même à obtenir un temps de jeu de 11 minutes 44. Elle inscrit 4,2 points et capte 2,3 rebonds. Elle réalise ses deux meilleures performances face aux Biélorusses, d'abord 8 points et 6 rebonds lors du premier tour puis 11 points en seulement 15 minutes en demi-finale. Lors de la finale face aux Russes, elle ne dispute que trois minutes. Les Françaises, s'appuyant principalement sur Sandrine Gruda et Céline Dumerc, toutes deux nommées dans le cinq majeur du tournoi, remporte son second titre européen.
Habituée des sélections, elle est appelée par le sélectionneur national lors de la préparation au Mondial 2010. Avec l'absence de Isabelle Yacoubou-Dahoui, Sandrine Gruda - qui termine sa saison WNBA et rejoint le groupe des Françaises en cours de préparation - elle s'affirme alors avec Émilie Gomis comme l'une des principales armes offensives des Françaises. Elle est logiquement retenue dans la sélection des douze joueuses retenues pour disputer le mondial. Ce groupe doit faire face à l'absence de Sandrine Gruda, blessée aux tendons rotuliens, et Émilie Gomis. Endy Miyem s'impose comme une valeur sûre de la sélection, étant trois fois meilleure marqueuse lors des quatre premiers matches.
Son pourcentage de réussite au tir chute lors des deux rencontres suivantes : défaite 62 à 52 face aux Australiennes, avec 8 points (4 sur 11 aux tirs) et 6 rebonds, puis victoire 49 à 47 face aux Canadiennes - 9 points à 2 sur 8 aux tirs et 4 rebonds. Opposées aux Espagnoles en quart de finale, les joueuses intérieures françaises limitent l'apport offensif de la nouvelle naturalisée espagnole Sancho Lyttle, qui termine la compétition au dixième rang du classement des marqueuses et des rebondeuses. Miyem termine la rencontre avec 11 points, à 5 sur 8, et 5 rebonds. Les Françaises mènent encore de six points à 35 secondes du terme, 64 à 58. À 8 secondes de la fin, Miyem ne réussit qu'un lancer sur les deux tentés pour donner deux points d'avance aux Françaises mais Amaya Valdemoro inscrit deux points dans la dernière seconde pour obtenir le droit de disputer une prolongation. Lors de celle-ci, les Françaises ont deux points d'avance à 1 minute 30 mais ensuite n'inscrivent plus aucun point et s'inclinent 74 à 71.
Blessée à une cheville lors de cette rencontre, Miyem, ne dispute pas les deux dernières rencontres des Françaises qui terminent à la sixième place de la compétition. Elle termine meilleure marqueuse française du mondial avec 11,9 points de moyenne et meilleure rebondeuse de son équipe, 5,1 rebonds. Au niveau des passes décisives, sa moyenne est de 0,9 par rencontre.
Avec le retour de Sandrine Gruda dans l'effectif de l'équipe de France, Endéné Miyem retrouve un rôle de joueuse venant du banc. Son temps de jeu est également en baisse, 17 minutes 4 contre près de 25 minutes lors du mondial 2010. Elle réalise ses deux meilleures performances contre l'Espagne, 16 points, 5 rebonds et 1 passe puis lors du matche suivant contre le Monténégro, 21 points et 5 rebonds. Lors des rencontres décisives, elle ne dispute que 10 minutes, sans point marqué, lors de la victoire de la France face à la Lituanie, puis après avoir inscrit 4 points et capté 5 rebonds lors de la demi-finale perdue face à la Turquie, elle ne dispute que 5 minutes lors du match pour la troisième place où la France l'emporte 63 à 56 face à la République tchèque pour remporter la médaille de bronze. Sur l'ensemble de la compétition, ses statistiques sont de 7,9 points, 3,9 rebonds, 0,9 passe et 0,2 contre.
Sélectionnée dans l'équipe olympique, elle est décalée au poste 3. Elle se révèle dans ce rôle lors du dernier quart temps du quart de finale face à la République tchèque. Avec 14 points, son apport est décisif pour seconder Céline Dumerc (23 points) et les intérieures pour permettre à la France de se qualifier pour les demi-finales,.
Fin 2012, considérant la faible exposition du sport féminin dans les médias et son insuffisante reconnaissance dans la société malgré ses résultats sportifs, elle s'engage - tout comme Emmeline Ndongue et Céline Dumerc avec le club de Bourges pour organiser les premiers états généraux du sport féminin en équipe.
Blessée au mollet lors de la rencontre de préparation face aux Américaines à Paris, elle ne dispute que deux rencontres lors du championnat du monde avant de connaître une rechute et d'être éloignée des terrains plusieurs mois. Lors de l'Euro 2015, elle fait un excellent premier tour (11,8 points à 60,6 % de réussite à 3 points et 2,8 rebonds en 26 minutes) avant de ressentir de nouveau des douleurs au mollet et de faire l'impasse sur le second tour. Elle fait son retour lors du quart de finale où elle réussit 18 points face aux Russes avec une précieuse alternance entre jeu intérieur et extérieur.
En 2015, elle est membre de l'équipe qui atteint la finale de l'Euro 2015 face à la Serbie (68-76). Lors du rassemblement de novembre 2015 avec l'équipe de France, elle marque 22 points face à l'Estonie.
Elle fait partie de l'équipe de France médaillée de bronze aux Jeux olympiques d'été de 2020 à Tokyo. Après deux rencontres de qualification en novembre 2021, elle se blesse et n'est plus convoquée par Jean-Aimé Toupane.

### Carrière en club

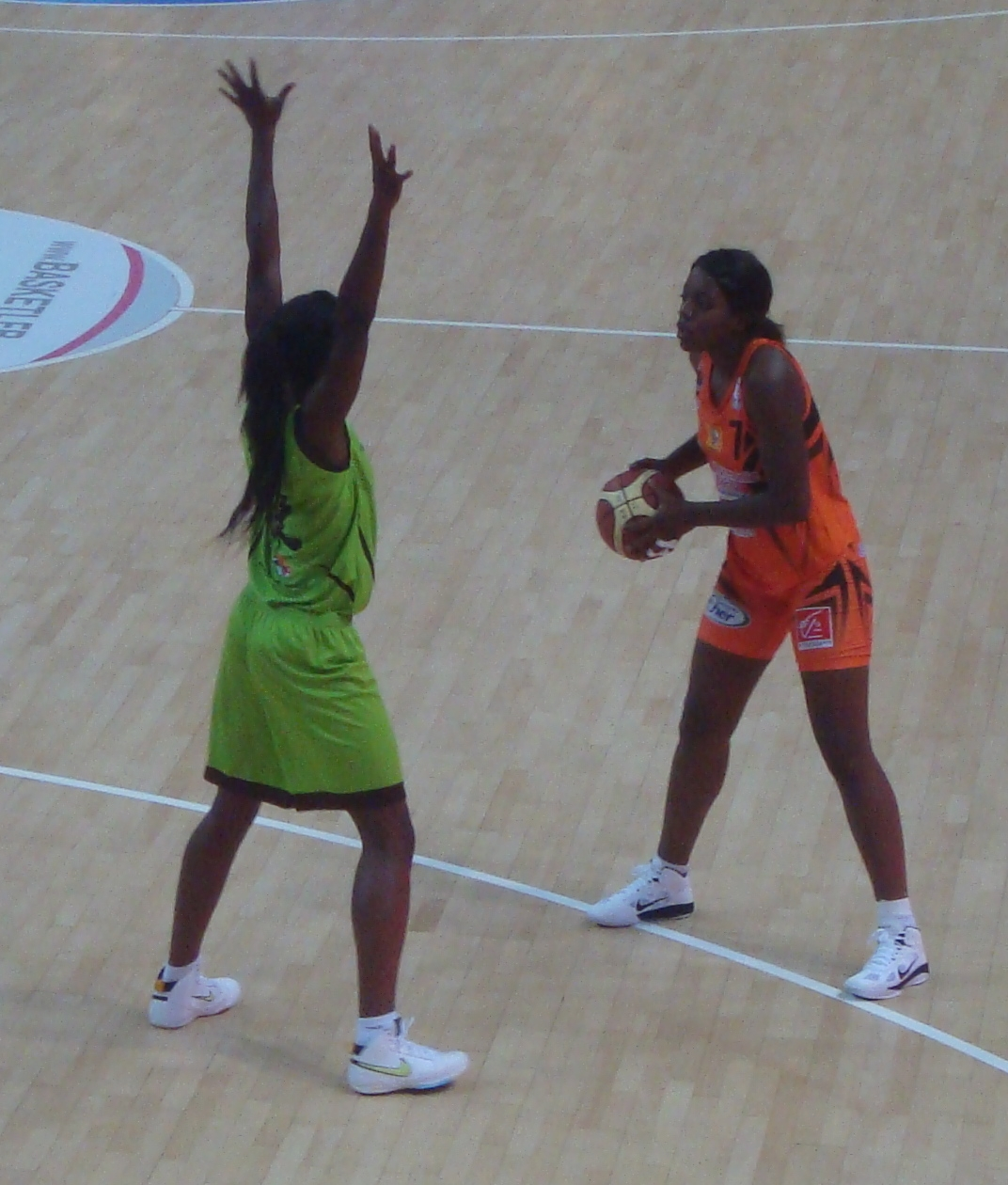
Face à Laëtitia Kamba.

Son potentiel repéré par Pierre Vincent, elle rejoint Bourges à sa sortie de l'INSEP en 2006. Grande travailleuse, elle est selon Pierre Fosset : « une grande timide, allez ! Elle non plus n'aime pas se mettre en avant. C'est quelqu'un qui ne fait jamais de bruit. Elle observe, elle écoute, elle assimile, elle apprend. Elle a aussi de grandes qualités de cœur. Au club, elle s'est ainsi beaucoup investie dans des projets en direction des enfants, ça lui plaisait à l'évidence beaucoup… ». Elle remporte plusieurs titres en championnat de France.
Elle décroche la troisième place de l'Euroligue 2012-2013, marquant 4 points et 10 rebonds lors de la rencontre décisive malgré un nez cassé. En avril 2013, elle emporte un nouveau titre de championne de France avec Bourges. En avril 2013, elle prolonge de deux ans son engagement à Bourges : « Ce n’est pas facile de partir. Je suis arrivée ici à dix-huit ans, et j’avais signé pour trois ans, mais je me disais que je ne ferais jamais mes trois ans. Et ça fait sept ans que je suis là. J’ai eu des propositions de l’étranger mais rien, économiquement et sportivement, qui me donne envie de partir. Tout combiné, rien ne valait Bourges. C’est mon club de cœur, ma maison. »
En 2013-2014, elle accroche avec Bourges la quatrième place de l'Euroligue, jouant 18 matches pour 11,8 points, 6,4 rebonds et 1,1 passe décisive de moyenne. Bourges remporte en 2014 sa huitième coupe de France face à Villeneuve-d'Ascq par 57 points à 48 avec une Endy Miyem efficace : 20 points à 9/11, 5 rebonds.
Blessée en équipe de France, elle doit renoncer aux premiers mois de compétition avec Bourges à l'automne 2014. Après son retour à la compétition, elle affiche ses meilleures statistiques en carrière avec Bourges mais annonce en fin de saison une première expérience à l'étranger. Attendue d'abord à l'USK Prague, elle signe finalement avec le club russe du Dynamo Koursk (12,9 points à 52,1% de réussite aux tirs, 5 rebonds et 2,3 passes décisives pour 14,8 d'évaluation). Elle remporte en avril la finale du championnat de France 2015.
À la fin de la saison, elle quitte Bourges pour la Russie et le Dynamo Koursk. Efficace en championnat (six victoires et une défaite pour Koursk) avec une moyenne de 12 points et 5,5 rebonds pour 14,7 d'évaluation, elle est à la peine en Euroligue avec seulement 3,2 points - et un terrible 21,6 % au tir - et 4,6 rebonds. Elle montre cependant toutes ses qualités lors du rassemblement de novembre 2015 avec l'équipe de France où elle réussit 22 points. Moins utilisée qu'à Bourges, elle réussit une saison correcte avec 13,4 points et 5,4 rebonds de moyenne en championnat pour 17,4 d'évaluation et 9,3 points et 4,9 rebonds de moyenne en Euroligue, mais Koursk est éliminé en demi-finale du championnat et ne qualifie pas pour le Final Four de l'Euroligue. Pour 2016-2017, elle signe avec le club italien de Famila Schio, où elle forme un duo avec son équipière en équipe nationale, Isabelle Yacoubou. Sous la direction de Pierre Vincent, elle est sacrée championne d'Italie avec Schio en 2018 en battant 62-54 Passalacqua Trasporti Ragusa dans le match 5 de la finale des playoffs. Ses statistiques 2017-2018 sont de 11,9 points (avec une adresse de 53,3 %) et 4,1 rebonds en Lega et 8,6 points (avec une adresse de 45,4 %) et 2,9 rebonds en 15 matches d’Euroligue.
En février, le Lynx du Minnesota annonce sa signature pour la saison WNBA 2018. Elle est la dernière joueuse non conservée au terme de la pré-saison, mais signe finalement avec le Lynx le 6 juin et participe à son premier match le lendemain avec deux minutes de jeu lors d'une victoire face aux Mystics de Washington,. Le 11 juillet 2018, à la faveur de l'indisponibilité de Rebekkah Brunson, elle intègre pour la première fois le cinq de départ avec 27 minutes et 17 secondes de jeu avec seulement un tir réussi sur neuf ainsi que deux rebonds, mais trois passes décisives et une victoire de 22 points face au Fever de l'Indiana. Elle est remerciée quelques jours avant les play-offs après un bilan de 20 entrées en jeu pour 1,4 point à 32,4 % de réussite aux tirs, 0,6 rebond et 0,3 passe décisive de moyenne.
Pour la saison LFB 2019, elle s'engage avec le club de Montpellier. Après une saison à 12,1 points et 4,4 rebonds en LFB mais aussi 9,7 points et 3,8 rebonds en Eurocoupe, où son club atteint la finale, elle signe pour 2019-2020 avec les Flammes Carolo.
Après un retour de deux saisons à Bourges et un an à l’ASVEL, elle s’engage au Tarbes Gespe Bigorre après avoir déjà été approchée par le club la saison précédente. En avril 2025, alors que Tarbes a assuré sa qualification pour les play-offs, Endy Miyem annonce sa retraite sportive à la fin de la saison et devenir directrice sportive de Tarbes pour la saison suivante.

## Club
- 1994-1999 Reims

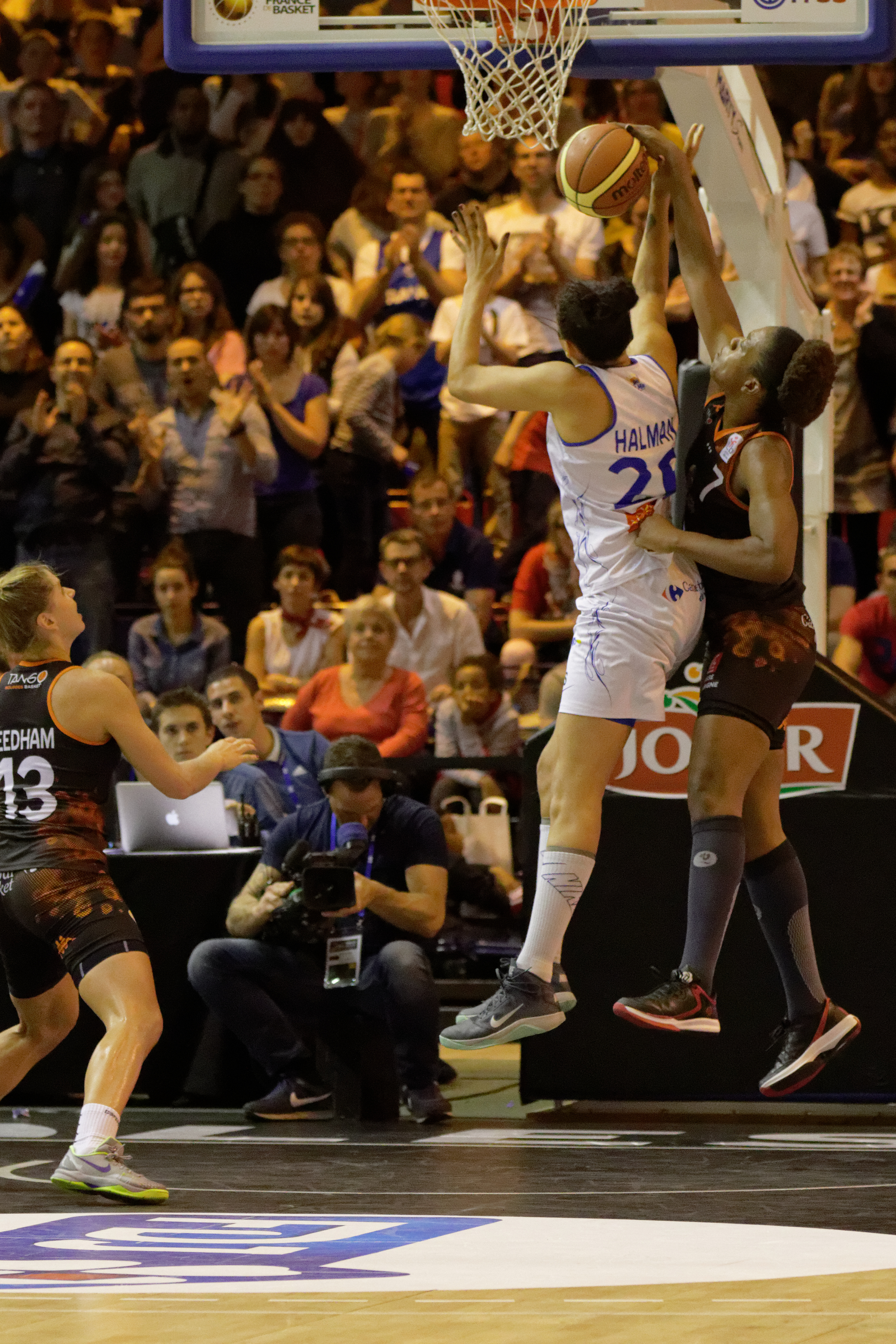
En 2015 contre Montpellier.

- 1999-2001 :  Saint-Jacques Sport Reims
- 2001-2004 :  Centre Fédéral de Toulouse
- 2004-2006 :  Centre fédéral
- 2006-2015 :  Tango Bourges Basket
- 2015-2016 :  Dynamo Koursk
- 2016-2018 :  Famila Schio
- 2018-2019 :  Basket Lattes Montpellier Méditerranée Métropole Association
- 2019-2021 :  Flammes Carolo basket
- 2021-2023 :  Tango Bourges Basket
- 2023-2024 :  LDLC ASVEL féminin
- 2024-2025 :  Tarbes Gespe Bigorre

WNBA
- 2018 :  Lynx du Minnesota

## Palmarès

### Club
- Championne de France 2008, 2009, 2011, 2012, 2013[30], 2015[36] et 2022[49]
- Vainqueur du tournoi de la Fédération 2007, 2008
- Finaliste du Championnat de France 2007
- Finaliste de la Coupe de France 2007
- Troisième de l'Euroligue 2012-2013[29]
- Coupe de France : 2006, 2008, 2009, 2010, 2014[50]
- Match des champions : 2014[51]
- Championne d'Italie : 2018
- Coupe d'Italie : 2017, 2018
- Vainqueur de l'Eurocoupe : 2022[52]

### Sélection nationale

#### Sénior

##### JO
- Médaille de bronze aux Jeux olympiques d'été de 2020 à Tokyo[53]
- Médaille d'argent aux Jeux olympiques d'été de 2012 de Londres

##### Europe
- Médaille d'or au championnat d’Europe 2009 à Riga
- Médaille de bronze au championnat d’Europe 2011[54]
- Médaille d'argent au championnat d’Europe 2013 en France
- Médaille d'argent au championnat d’Europe 2015[25] en Hongrie et Roumanie
- Médaille d'argent au championnat d’Europe 2017[55]en République tchèque
- Médaille d'argent au championnat d'Europe 2019 à Belgrade (Serbie)[56]
- Médaille d'argent au championnat d'Europe 2021 en France et en Espagne

#### Jeune
- 3e du Championnat du monde des 21 ans et moins 2007 à Moscou
- 3e des Championnats d’Europe des moins de 20 ans 2007 à Sofia
- 3e des Championnats d’Europe des moins de 18 ans 2005

## Distinctions
- Meilleure joueuse Espoir en 2008
- Meilleur cinq du Championnat d'Europe 2021
- Chevalier de l'ordre national du Mérite (décret du 31 décembre 2012)[57]